# Spy Trap
Spy Trap was een Britse dramareeks die uitgezonden werd op BBC1 van 13 maart 1972 tot en met 15 maart 1975. Er werden drie seizoenen ofwel 61 afleveringen geproduceerd.

## Verhaal
De serie draait rond een team spionnen bij 'The Department', een Britse spionagedienst die instaat voor de nationale veiligheid. Het team bestaat uit commandant Paul Ryan, een marineofficier en chef van het team, luitenant Saunders en agent Carson. Andere teamleden zijn commandant Anderson en majoor Sullivan. Commandant Ryan rapporteert aan het Ministerie van Defensie en gebruikt de informatie die zijn agenten in het veld hebben verzameld om verdachten te ondervragen.

## Rolverdeling
| Acteur          | Personage             | Opmerkingen    |
| --------------- | --------------------- | -------------- |
| Paul Daneman    | commandant Ryan       |                |
| Prentis Hancock | luitenant Saunders    |                |
| Julian Glover   | commandant Anderson   | seizoen 1      |
| Michael Gwynn   | Carson                |                |
| Peter Welch     | hoofdinspecteur Clark |                |
| Tom Adams       | majoor Sullivan       | seizoen 2 en 3 |
| Eric McCaine    | inspecteur Williams   |                |
| Kevin Stoney    | Trent                 |                |
| Jon Laurimore   | Rankin                |                |